# Sistema de doble leva
El sistema de doble leva es un mecanismo formado por dos levas de arrastre. Las piezas deben ser del mismo diámetro, misma longitud y espesor y deben estar orientadas en el mismo sentido. Este sistema se utiliza en cilindros de cerraduras de seguridad, siendo el uso el de arrastrar el pasador conjunto, permitiendo la entrada y salida del mismo.
Su fabricación se realiza en metal únicamente, ya que la resistencia que debe tener solo se logra con ellos. Los dos materiales más utilizados para este sistema son el bronce y el acero, según las condiciones en las que se las aplique, ya que el material del pasador también puede variar.
- Datos: Q5400622